# Оргоросо
Оргоросо (исп. Orgoroso) — населённый пункт сельского типа в западной части Уругвая, в департаменте Пайсанду.

## География
Расположен на автомобильной дороге № 90, примерно в 53 км к востоку от административного центра департамента, города Пайсанду и в 32 км к западу от города Гичон. Абсолютная высота — 98 метров над уровнем моря.

## Население
Население по данным на 2011 год составляет 583 человека
| Год  | Население |
| ---- | --------- |
| 1996 | 441       |
| 2004 | 516       |
| 2011 | 583       |

Источник: Instituto Nacional de Estadística de Uruguay